# 余偉文
余偉文（英語：Eddie Yue Wai-man，1964年9月21日—），政務官出身，香港金融管理局總裁（金融管理專員），於2019年10月1日接替因退休而離任的陳德霖。

## 生平
余偉文小時候居住於大坑東，其後遷居沙田瀝源邨。他曾就讀新法書院（小學部，1977年）和拔萃男書院（中五，預科）。與資深金融專家沈振盈為小學同學。余於1986年以一級榮譽畢業於香港中文大學工商管理學院（崇基學院）後，曾短暫於一間英資銀行當見習經理，被調派到石硤尾白田分行擔任銀行出納員。其後，余在同年8月加入政府擔任政務主任，首個崗位是觀塘政務處的政務主任，參與對茶果嶺寮屋清拆工作。
余偉文在91年被派往外匯基金管理局後，曾兼讀經濟學碩士課程，增進對金融的認識。至於1993年香港金融管理局成立時，余加入為高級經理，1994年升為處長，2001年被提升為助理總裁（機構拓展及營運），2004年調任為助理總裁（貨幣管理及金融基建），2007年獲委任為副總裁，掌管儲備管理、對外事務及研究事務。他亦曾於貨幣管理、外事經研及銀行業拓展等部門工作，2019年獲委任為金管局第三任總裁。
余偉文亦擔任基建融資促進辦公室（IFFO）主任，負責「一帶一路」相關的基建融資。
2023年9月，余偉文獲委任為國際結算銀行主要新興市場經濟體行長會議主席。

## 榮譽

### 殊勳
- 官守太平紳士（J.P.）（2002年7月1日－）[7]

## 外部鏈接
- 基建融資促進辦公室（IFFO） （页面存档备份，存于）